# Louisa Adams

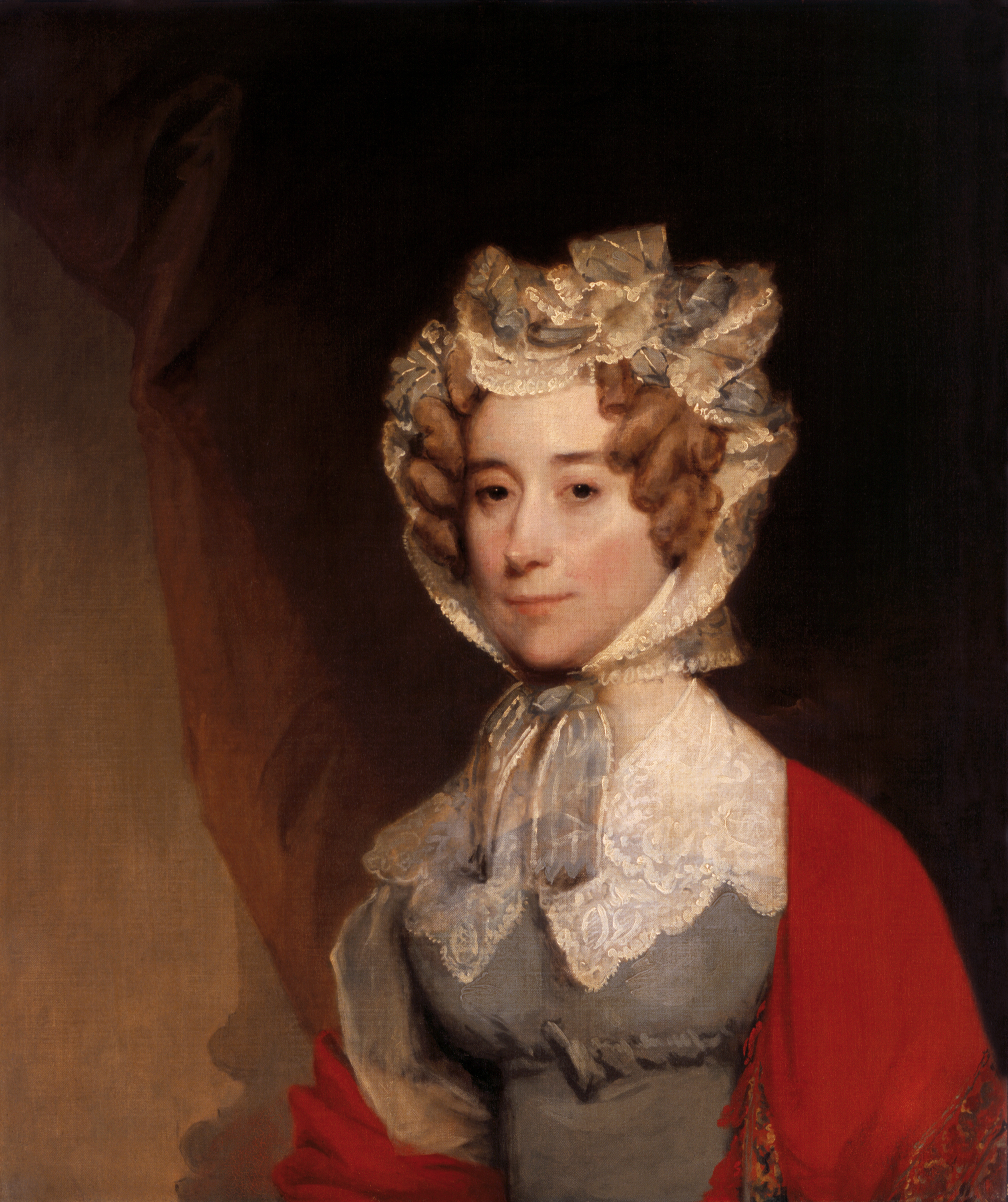
Louisa Adams

Louisa Catherine Johnson Adams (* 12. Februar 1775 in London, England; † 15. Mai 1852 in Washington, D.C.) war die Ehefrau des sechsten US-Präsidenten John Quincy Adams und von 1825 bis 1829 First Lady der Vereinigten Staaten. Sie ist neben Melania Trump die einzige First Lady, die nicht in den Vereinigten Staaten geboren wurde.

## Herkunft
Louisa wurde als Tochter der Engländerin Catherine Nuth Johnson und des aus Maryland stammenden Amerikaners Joshua Johnson geboren. Der ältere Bruder ihres Vaters, Thomas Johnson wurde 1777 der erste gewählte Gouverneur von Maryland. Sie hatte sechs Schwestern, darunter Elizabeth, die spätere Frau des US-Senators John Pope, und einen Bruder.

## Leben
Nachdem die Familie Johnson 1777, zwei Jahre nach Louisas Geburt, wegen der Unterstützung der amerikanischen Revolution England verlassen musste, wuchs sie in Nantes, Frankreich auf. 1786 kehrte die Familie nach England zurück, wo ihr Vater als US-Konsul und Kaufmann arbeitete. 1794 traf Louisa in London den in den Niederlanden akkreditierten US-Diplomaten John Quincy Adams, den sie 1797 heiratete. Das Paar lebte zunächst in Berlin, wo Adams diplomatischer Vertreter der USA in Preußen war. 1801 kam Louisa zum ersten Mal in die USA. Die Familie wohnte teilweise in Quincy (Massachusetts), in Boston sowie in Washington, D.C., wo John Quincy Adams als US-Senator tätig war. Von 1809 bis 1814 war Louisas Mann Botschafter in St. Petersburg, Russland, wobei die beiden älteren Söhne gegen den Willen der Mutter weiterhin in Massachusetts erzogen wurden und nur der jüngste Sohn Charles die Familie begleiteten durfte. Die jahrelange Trennung von ihren Söhnen lösten starke Schuldgefühle bei ihr aus. In Russland bekam sie 1811 eine Tochter, Louisa Catherine, die bereits ein Jahr später starb und in St. Petersburg begraben wurde. Von 1815 bis 1817 lebte die Familie für zwei Jahre in Louisas Geburtsstadt London.
Die Ernennung von John Quincy Adams zum amerikanischen Außenminister im Kabinett von Präsident James Monroe führte die Familie zurück nach Washington. Louisa Adams war nach der Wahl ihres Mannes zum US-Präsidenten von 1825 bis 1829 First Lady, wobei sie ihre Zeit im Weißen Haus als Gefängnis empfand.  Nachdem ihr Mann 1829 nicht wiedergewählt worden war, erfolgte der Umzug nach Quincy. Jedoch bereits 1831 wurde John Quincy Adams bis zu seinem Tod 1848 Abgeordneter des Repräsentantenhauses. Louisa überlebte ihren Mann um drei Jahre.
Louisa Adams hatte zahlreiche Gesundheitsprobleme, geprägt von fünfzehn Schwangerschaften und zehn Fehlgeburten. Sie litt an chronischen Depressionen und musste mehrere Schicksalsschläge verkraften. Nach dem frühen Tod der einzigen Tochter ertrank 1829 der älteste Sohn George, vermutlich handelte es sich um Selbstmord, indem er von Bord eines Schiffes sprang. Der zweite Sohn John starb fünf Jahre später infolge akuter Alkoholprobleme. Nur der jüngste Sohn, Charles, überlebte sie.
Louisa Adams komponierte Musik, spielte Klavier und Harfe und schrieb Gedichte, Prosaschriften und Dramen. Als Intellektuelle war sie eine scharfe Beobachterin der politischen Landschaft und eine Gesellschaftskritikerin, die sich gegen die Männerwelt auflehnte.
Louisa und John Quincy Adams hatten drei Söhne, die das Erwachsenenalter erreichten:
- George Washington Adams (1801–1829)
- John Adams II (1803–1834)
- Charles Francis Adams, Sr. (1807–1886)